# Bon Scott
Bon Scott, punim imenom Ronald Belford Scott (Kirriemuir, Škotska, 9. srpnja 1946. – London, 19. veljače 1980.), bio je rock pjevač, najpoznatiji po nastupima u sastavu AC/DC.

## Životopis
U Kirreimuiru je živio do svoje 6 godine, kad se s obitelji preselio u Australiju. S 15 godina izbacili su ga iz škole u Perthu. Prvi sastav zvao mu se The Spektors, a kasnije je osnovao The Valentines u kojem je svirao i George Young, brat Angusa i Malcolma. U Sydneyju upoznaje članove iz AC/DC-a. Tadašnji izvođači u sastavu bili su gitaristi Angus i Malcolm Young, bubnjar Peter Clark, basist Rob Bailey i pjevač Dave Evans. Dave Evans, pod utjecajem tadašnjih glam & glitter pjevača, počeo je glumiti zvijezdu i oholo se ponašati prema kolegama iz skupine, pa su ga Angus i Malcolm izbacili iz nje. Na njegovo mjesto došao je Bon Scott. 
S grupom AC/DC snimio je 8 albuma:
- 1974. - '74 Jailbreak
- 1975. - TNT
- 1976. - Dirty Deeds Done Dirt Cheap
- 1976. - High Voltage
- 1977. - Let There Be Rock
- 1978. - If You Want Blood
- 1978. - Powerage
- 1979. - Highway to Hell

Bon Scott bio je alkoholičar. Jedne se noći (19. 2. 1980.) napio i zaspao u prijateljevom autu u Londonu. Ugušio se od alkohola, a pronašli su ga mrtvog tek iduće jutro. Pokopan je u Australiji. Pet mjeseci nakon Scottove smrti AC/DC je s novim pjevačem Brianom Johnsonom snimio album Back in Black, na kojem se nalaze pjesme  "Hells Bells" i "Back in Black", posvećene preminulom pjevaču.

## Vanjske poveznice

### Ostali projekti
|  | Zajednički poslužitelj ima stranicu o temi Bon Scott |